# چیکوش‌توتوش
چیکوش‌توتوش (به مجاری:  Csikóstőttős) یک شهرداری در مجارستان است که در ناحیه دومبووار واقع شده‌است. چیکوش‌توتوش ۲۰٫۴۴ کیلومتر مربع مساحت دارد.